# 利沃夫教授大屠杀

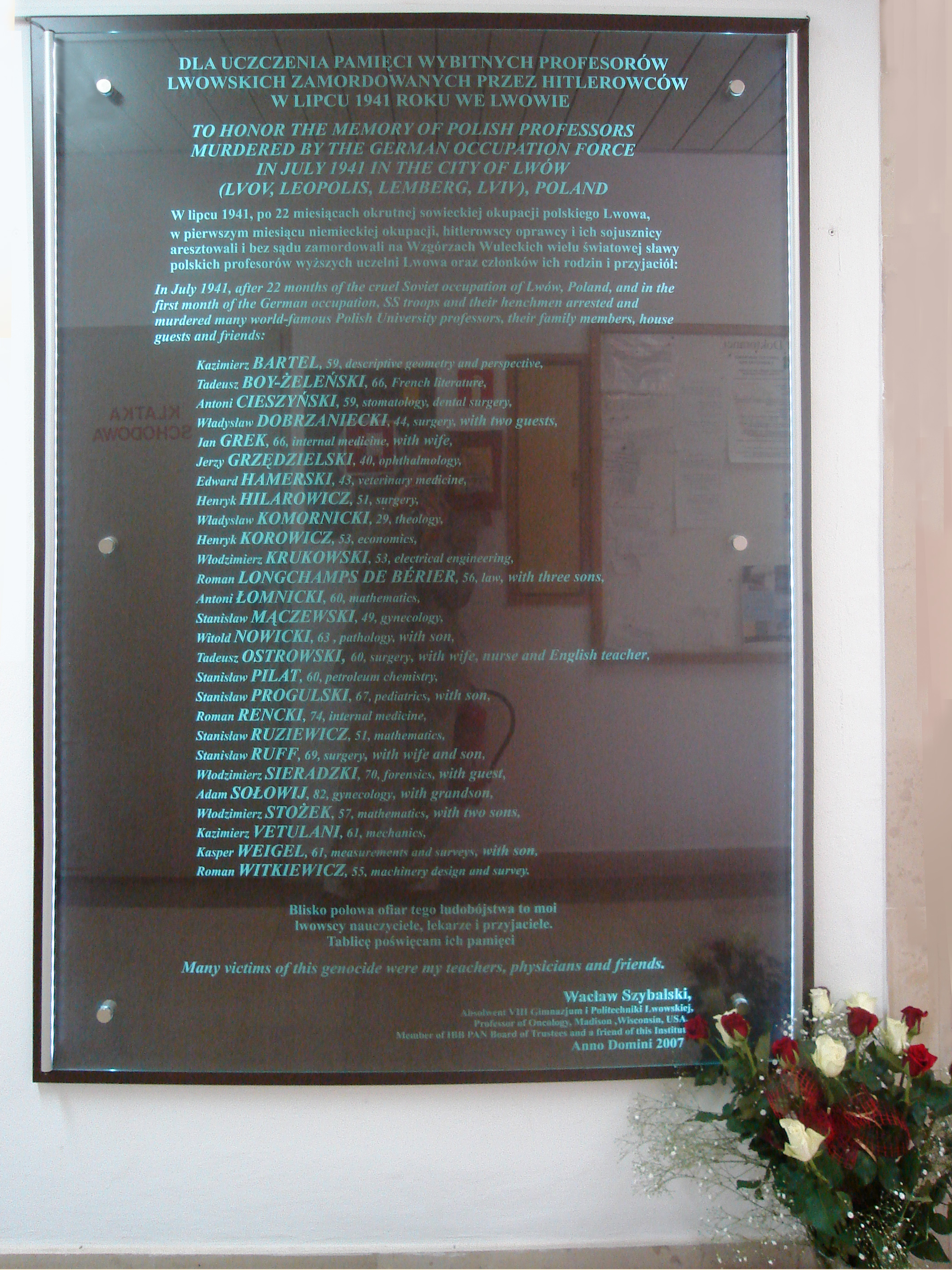
波兰科学院生物化学与生物物理研究所的纪念牌匾

1941年7月，来自波兰利沃夫市（现属乌克兰）的25名波兰学者及其家人被纳粹德国占领军杀害。 纳粹希望通过针对性消灭波兰的杰出公民和知识分子来阻止反纳粹活动，并削弱波兰抵抗运动的决心。据目击者称，处决是由党卫队旅队长卡尔·埃伯哈德·舍恩加特指挥的一支别动队部队实施的，身着德国军服的乌克兰翻译也参与了屠杀。 

## 背景
在1939年9月德苏入侵波兰之前，仍属于波兰第二共和国的利沃夫市有31.8万不同种族和宗教的居民，其中60％是波兰人 ，30％是犹太人，约10％是乌克兰人和德意志人。这座城市是世界大战间战期期间波兰最重要的文化中心之一，拥有五所高等院校，包括利沃夫大学和利沃夫理工学院。 有许多犹太裔和非犹太人裔波兰学者、政治与文化活动家、科学家和其他两次世界大战间的波兰知识分子阶层住在利沃夫。 
1939年9月利沃夫被苏联人占领后，利沃夫大学以文学家伊万·弗兰科的名字重新命名，以纪念这位住在利沃夫的乌克兰文学巨匠；学校的教学语言由波兰语改为乌克兰语 。德国发动巴巴罗萨行动后，于1941年6月30日占领利沃夫。一些阿勃维尔和党卫队部队随同德国国防军部队进入了该市。在纳粹占领期间，利沃夫的12万犹太居民几乎全部在该市的隔都或贝乌热茨灭绝营中被杀害。到战争结束时，只有200-800名犹太人幸免于难。 
为了控制人口、掌控知名人士和知识分子，特别是为了控制犹太人和波兰人，纳粹当局要么将他们限制在隔都，要么将他们运输到特定地点处决。纳粹的刑场包括佩乌琴斯卡（Pełczyńska）街上的盖世太保监狱、布里吉德基监狱、位于扎马斯蒂努夫的军事监狱旧址，以及城市周围的田野——包括温尼基（Winniki）郊区、科尔图穆夫卡（Kortumówka）山丘和犹太公墓。许多受害者是波兰社会的杰出领袖，包括政治家、艺术家、贵族、运动员、科学家、牧师、拉比和其他知识分子。这次大屠杀被视为一种先发制人的措施，以保持波兰人的抵抗力量彼此分散，并防止波兰人反抗纳粹统治。利沃夫的屠杀行动是臭名昭著的AB行动的直接延续 ，是德国入侵苏联并占领波兰东部之后制订的“东方总计划”的早期阶段之一。利沃夫最早发生的纳粹罪行之一是1941年7月初纳粹对波兰教授和他们的一些亲友的大规模谋杀。 

## 历史

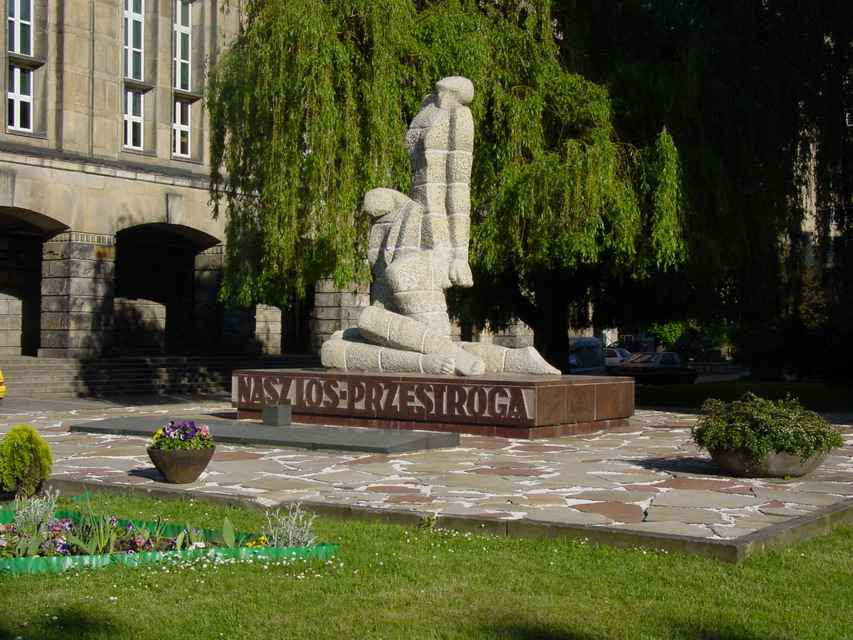
波兰弗罗茨瓦夫的受害者纪念碑

1941年7月2日，计划中的个别处决继续进行。在大约凌晨3点钟，波兰前总理卡齐米日·巴尔泰尔教授被该地区的一名别动队成员逮捕。7月3日晚至4日早晨，数十名教授及其家属被德国分遣队逮捕。每支分队由一名军官、几名士兵、乌克兰向导和口译员组成。逮捕学者的名单是由他们的乌克兰学生中的乌克兰民族主义者组织（OUN）相关人员准备的。 名单上提到的一些教授早已离世，譬如亚当·贝德纳尔斯基和罗曼·莱什琴斯基等。被捕者包括利沃夫大学利沃夫大学内科医学院院长罗曼·伦茨基教授，他被关押在一座内务人民委员部监狱，其名字也被列入被判处死刑的苏联囚犯名单上。纳粹分子将拘留者送往亚伯拉罕莫维奇宿舍（Bursa Abrahamowiczów）。尽管纳粹分子最初打算直接杀死这些囚犯，但后来改为对他们实施折磨和审讯。犹太医院的部门负责人亚当·鲁夫（Adam Ruff）在癫痫发作期间被枪杀。
7月4日，一名教授和他的大部分手下获得了自由，而其余的人被带到武尔卡山，或者在亚伯拉罕莫维奇宿舍的中庭被枪杀。受害者被当场埋葬，但在大屠杀几天后，他们的尸体被挖掘出来并由国防军运往一个不为人知的地方。

## 杀人方法
德国军队使用了四种不同的方法杀人。受害者要么被殴打致死，要么用刺刀杀死、要么用锤子杀死，要么被枪杀。所有的教授是被枪杀的。 

## 责任

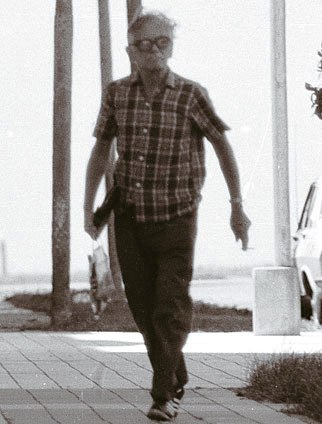
1975年1月4日，身在阿根廷的瓦尔特·库奇曼

屠杀的决策是第三帝国的最高层做出的。大屠杀的直接决策者是波兰总督府克拉科夫大区安全警察司令，党卫队旅队长卡尔·埃伯哈德·舍恩加特。以下盖世太保官员也参加了会议： 瓦尔特·库奇曼、费利克斯·兰道 ，海因茨·海姆（Heinz Heim，舍恩加特的参谋长）， 汉斯·克吕格尔，以及库尔特·施塔维茨基。他们都没有因为在利沃夫大屠杀中的行径受到惩罚。 库奇曼以假身份在阿根廷生活，直到1975年1月被记者阿尔弗雷多·塞拉在度假小镇米拉马尔发现并曝光。他于十年后在布宜诺斯艾利斯的佛罗里达被国际刑警组织特工逮捕，但在引渡到德国之前，他于1986年8月30日在监狱中死于心脏病发作。
一些消息来源称夜莺营的乌克兰辅助人员应对谋杀事件负责。  根据加拿大乌克兰研究所的观点，夜莺营的说法源于苏联的消息来源，并且一直存在争议。  
俄罗斯纪念协会发布了文件，据称记录了“夜莺营参与了屠杀利沃夫教授的事件”是克格勃虚假信息的证据。国家纪念研究院的Stanisław Bogaczewicz说，夜莺营士兵参与了逮捕，但没有参与谋杀，他们在这一事件中的作用需要进一步调查。社会学家塔德乌什·彼得罗夫斯基指出，尽管夜莺营的具体角色存在争议，但他们在活动期间出现在城镇中，只是他们的活动没有得到充分记录；而且他们至少被动合作了屠杀行动，因为他们没有反对暴行。根据利沃夫历史学家瓦西里·拉谢维奇的说法，乌克兰人参加1941年7月大屠杀的说法是不真实的，并且没有档案证据支持这一论点。 

## 后果

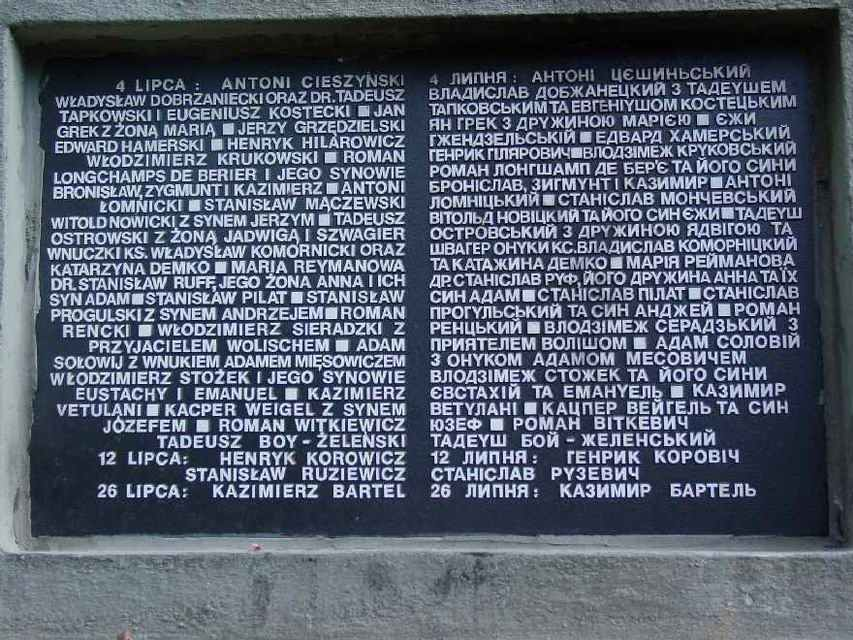
处决地点的纪念碑，刻有受害者名单。

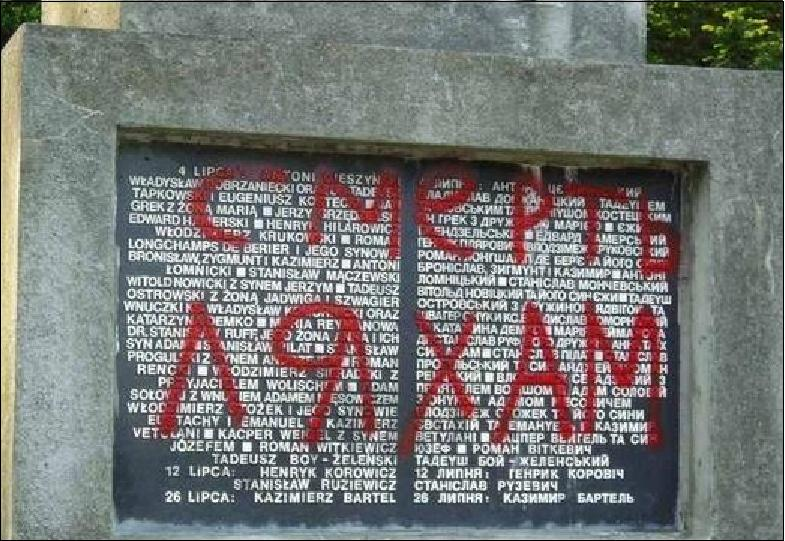
2009年5月遭破坏的纪念碑，红色涂鸦字样为“波兰人去死”。

第二次世界大战后，苏联领导人企图削弱波兰的文化和历史遗产。波兰法院不能起诉在寇松线以东发生的罪行。关于利沃夫发生的暴行的信息受到管制。1960年，沃齐米日·克鲁科夫斯基的遗孀海伦娜·克鲁科夫斯卡（Helena Krukowska）向汉堡法院提起上诉。五年后，德国法院结束了司法程序。一名德国公诉检察官声称对罪行负责的人都已经死了，但实际上1941年监督利沃夫屠杀的盖世太保指挥官汉斯·克吕格尔正被关押在汉堡监狱。克吕格尔被判终身监禁的原因并非屠杀教授的行动，而是当他的部队从利沃夫转移几周后，大规模屠杀了斯坦尼斯瓦乌夫隔都的波兰犹太人。结果，没有人被判对杀害学者负责。
20世纪70年代，利沃夫的亚伯拉罕莫维奇街改名为塔德乌什·波伊-热伦斯基街。各种波兰组织已经在利沃夫的纪念碑或衣冠冢中纪念暴行的受害者。目前，国家纪念研究院正在调查杀害教授的案件。2009年5月，利沃夫的受害者纪念碑被红色油漆涂鸦上了“波兰人去死”的字样。2011年7月3日，一座纪念于1941年7月4日被盖世太保杀害的波兰教授的纪念碑在利沃夫揭幕。 

## 受害者

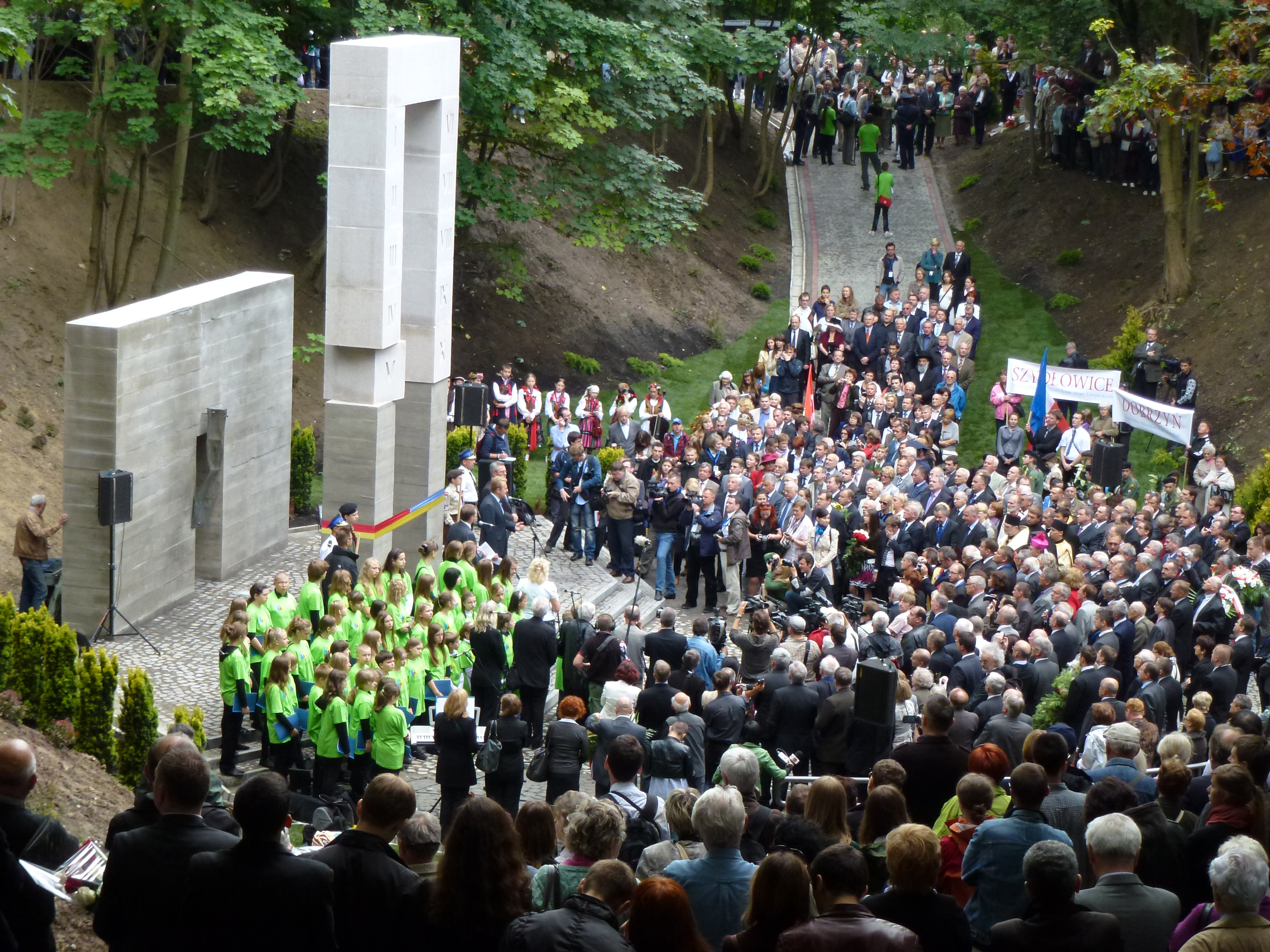
2011年7月3日，坐落于武尔卡 (利沃夫)（Wulka）行刑地的新纪念碑揭幕

### 在武尔卡山被杀害[1]
1. 安东尼·切申斯基（英语：Antoni Cieszyński）教授，博士， 利沃夫大学口腔医学教授
2. 瓦迪斯瓦夫·多布扎涅茨基（英语：Władysław Dobrzaniecki）教授，博士，国立公立医院外科部主任
3. 扬·格雷克（波兰语：Jan Grek）教授，博士，利沃夫大学内科医学教授
4. 玛丽亚·格雷科娃（英语：Maria Pareńska），扬·格列柯的妻子
5. 耶日·格任杰尔斯基（波兰语：Jerzy Grzędzielski）博士，利沃夫大学眼科学院院长
6. 爱德华·哈梅尔斯基（波兰语：Edward Hamerski）教授，博士，利沃夫兽医科学院内科主任
7. 亨里克·希拉罗维奇（英语：Henryk Hilarowicz）教授，博士，利沃夫大学外科教授
8. 瓦迪斯瓦夫·科莫尔尼茨基（波兰语：Władysław Komornicki）牧师/博士，神学家，奥斯特洛夫斯基家族的亲属
9. 欧根纽什·科斯特茨基（Eugeniusz Kostecki），多布尔扎涅斯基教授仆人的丈夫
10. 沃齐米日·克鲁科夫斯基（波兰语：Włodzimierz Krukowski）教授，博士，利沃夫理工学院电气测量学院院长
11. 罗曼·隆尚·德·贝里耶（英语：Roman Longchamps de Bérier）教授，博士，利沃夫大学民法学院院长
12. 布罗尼斯瓦夫·隆尚·德·贝里耶（Bronisław Longchamps de Bérier），隆尚·德·贝里耶教授之子
13. 齐格蒙特·隆尚·德·贝里耶（Zygmunt Longchamps de Bérier），隆尚·德·贝里耶教授之子
14. 卡齐米日·隆尚·德·贝里耶（Kazimierz Longchamps de Bérier），隆尚·德·贝里耶教授之子
15. 安东尼·沃姆尼茨基（英语：Antoni Łomnicki）教授，博士，利沃夫理工学院数学学院院长
16. 亚当·明索维奇（Adam Mięsowicz），亚当·索沃维伊教授之外孙
17. 维托尔德·诺维茨基（波兰语：Witold Nowicki (lekarz)）教授，博士，利沃夫大学解剖学和病理学院院长
18. 耶日·诺维茨基（Jerzy Nowicki）医学博士，利沃夫大学卫生研究所助理，威托德·诺维斯基教授之子。
19. 塔德乌什·奥斯特洛夫斯基（波兰语：Tadeusz Ostrowski）教授，博士，利沃夫大学外科学院院长
20. 雅德维加·奥斯特洛夫斯卡（Jadwiga Ostrowska），奥斯特洛夫斯基教授的妻子。
21. 斯坦尼斯瓦夫·皮拉特（波兰语：Stanisław Pilat (chemik)）教授，博士，利沃夫理工学院石油和天然气技术学院院长
22. 斯坦尼斯瓦夫·普罗古尔斯基（波兰语：Stanisław Progulski）教授，博士，利沃夫大学儿科医生
23. 安杰伊·普罗古尔斯基（Andrzej Progulski），普罗古尔斯基教授之子
24. 罗曼·伦茨基（波兰语：Roman Rencki）教授，博士，利沃夫大学内科医学院院长
25. 斯坦尼斯瓦夫·鲁夫（Stanisław Ruff）医学博士，犹太医院外科主任
26. 安娜·鲁福娃（Anna Ruffowa），鲁夫博士之妻
27. 亚当·鲁夫（Adam Ruff），工程师，鲁夫博士之子
28. 沃齐米日·谢拉兹基（波兰语：Włodzimierz Sieradzki）教授，博士，利沃夫大学法医学院院长
29. 亚当·索沃维伊（波兰语：Adam Sołowij）教授，博士，国立公立医院妇科和产科系前主任
30. 沃齐米日·斯托热克（英语：Włodzimierz Stożek）教授，博士，利沃夫理工学院数学系主任
31. 欧斯塔黑·斯托热克（Eustachy Stożek）工程师，利沃夫理工学院助理，沃齐米日·斯托热克（英语：Włodzimierz Stożek）教授之子
32. 埃马努埃尔·斯托热克（Emanuel Stożek），斯托热克教授之子
33. 塔德乌什·塔普科夫斯基（Tadeusz Tapkowski）博士，律师
34. 卡齐米日·韦图拉尼（英语：Kazimierz Vetulani）教授，博士，利沃夫理工学院理论力学系主任
35. 卡斯珀·魏格尔（波兰语：Kasper Weigel）教授，博士，利沃夫理工学院测量学院院长
36. 约瑟夫·魏格尔（Józef Weigel），法学硕士，卡斯珀·魏格尔教授之子
37. 罗曼·维特凯维奇（波兰语：Roman Witkiewicz）教授，博士，利沃夫理工学院机械学院院长
38. 塔德乌什·波伊-热伦斯基（英语：Tadeusz Boy-Żeleński）教授，博士，作家和妇科医生， 法国文学研究所所长

#### 在利沃夫的亚伯拉罕莫维奇宿舍中庭遇害
1. 卡塔日娜·德姆科（Katarzyna Demko），英语教师
2. 斯坦尼斯瓦夫·蒙切夫斯基（波兰语：Stanisław Mączewski）博士，国立公立医院妇科和产科系主任
3. 玛丽亚·雷马诺娃（Maria Reymanowa），护士
4. 沃利什（Wolisch，名字不详），商人

#### 7月12日被谋杀
1. 亨里克·科罗维奇（英语：Henryk Korowicz）教授，博士，利沃夫外贸学院经济学院院长
2. 斯坦尼斯瓦夫·鲁杰维奇（英语：Stanisław Ruziewicz）教授，博士，利沃夫外贸学院数学学院院长

#### 7月26日在布里吉德基监狱被谋杀[21]
1. 卡齐米日·巴尔泰尔博士，波兰前总理，前利沃夫理工学院校长，利沃夫理工学院几何学系主任

## 注解
1. 1 2 3 4 5 6  Józef Krętosz.  (PDF). Niezwykła więź Kresów Wschodnich i Zachodnich. Ed. by Krystyna Heska-Kwaśniewicz, Alicja Ratuszna & Ewa Żurawska (Uniwersytet Śląski). 2012: 13–21  [12 December 2014]. （原始内容 (PDF file, direct download 5.62 MB)存档于2014-12-13）.
2. ↑  Zygmunt Albert, Kaźń profesorów lwowskich w lipcu 1941 roku, Warszawa 2004. （波兰語）
3. ↑  Mały Rocznik Statystyczny 1939 (Polish statistical yearbook of 1939), GUS, Warsaw, 1939
4. ↑  Roger Dale Petersen, Understanding ethnic violence: fear, hatred, and resentment in twentieth-century Eastern Europe, Cambridge University Press, 2002, p. 124
5. 1 2 3  Aneks do InformacjiodziałalnościInstytutuPamięciNarodowej - KomisjiŚciganiaZbrodniprzeciwko Narodowi Polskiemu od 1 stycznia do 31 grudnia 2006 r。 （页面存档备份，存于） ，OddziałowaKomisjaw Rzeszowie，zbrodnie nazistowskie，sygn。 akt S 5/03 / Zn，pp.36-37
6. ↑  Zygmunt Albert, Kaźń profesorów lwowskich – lipiec 1941/studia oraz relacje i dokumenty zebrane i oprac. przez Zygmunta Alberta Wrocław 1989, Wydawnictwo Uniwersytetu Wrocławskiego; ISBN 83-229-0351-0, s. 180–181
7. ↑  IPN — Oddziałowa Komisja w Rzeszowie, "Śledztwo w sprawie zabójstwa profesorów polskich wyższych uczelni, członków ich rodzin oraz współmieszkańców, we Lwowie w lipcu 1941 roku, podjęte na nowo z umorzenia w dniu 25 lutego 2003 roku. sygn. S 5/03/Zn", .   [2009-04-10]. （原始内容存档于2011-06-11）. Archived copy at WebCite (November 18, 2005).
8. ↑  Grzegorz Hryciuk, Mordy w więzieniach Lwowskich w czerwcu 1941 roku, Wrocławskie studia z historii najnowszej, vol. 7, Instytut Historyczny Uniwersytetu Wrocławskiego, 1997, p. 64
9. ↑  When the front was approaching Lwów, the Russians shot some of the prisoners. Rencki managed to hide in the cell, and during the German bombing escaped from the prison. [in:] Wanda Wojtkiewicz-Rok, W 65. rocznicę kaźni profesorów lwowskich （页面存档备份，存于）, Gazeta Akademii Medycznej we Wrocławiu; accessed 4 December 2014.
10. ↑  Krakowscy i wrocławscy akademicy na wzgórzach wuleckich we Lwowie, Alma Mater nr 33/2001 （页面存档备份，存于）, www3.uj.edu.pl; accessed 4 December 2014.
11. ↑  关于波兰前总理卡齐米日·巴尔泰尔的决定是由海因里希·希姆莱做出的。
12. 1 2  Wacław Szulc Wyniki śledztwa w sprawie mordu profesorów lwowskich, prowadzonego przez Główną Komisję Badania Zbrodni Hitlerowskich w: Zygmunt Albert Kaźń profesorów lwowskich – lipiec 1941/studia oraz relacje i dokumenty zebrane i oprac. przez Zygmunta Alberta Wrocław 1989, Wydawnictwo Uniwersytetu Wrocławskiego; ISBN 83-229-0351-0, s. 177–185 （波兰語）; main article in English, German and Russian.
13. ↑  Gente magazine, issue 2417 （页面存档备份，存于）, gente.com.ar; accessed 4 December 2014. （西班牙文）
14. 1 2  Tadeusz Piotrowski. . McFarland. January 2007: 208–211  [11 March 2011]. ISBN 978-0-7864-2913-4. （原始内容存档于2019-09-17）.
15. ↑  Yurkevich, Myroslav. https://books.google.com/books?id=YMk8366ZFQcC&pg=PA83 |chapterurl=缺少标题 (帮助). Yuri Boshyk  (编). . Canadian Institute of Ukrainian Studies. 1986: 83–  [2019-03-04]. ISBN 978-0-920862-36-0. （原始内容存档于2019-09-15）.
16. ↑  Borys Lewytzkyj. . CIUS Press. 1984: 42–  [11 March 2011]. ISBN 978-0-920862-33-9. （原始内容存档于2019-09-21）.
17. ↑  .   [2011-03-11]. （原始内容存档于2011-05-13）.
18. ↑  Biuletyn IPN （页面存档备份，存于） - Kaźńprofesorówlwowskichw lipcu 1941 roku ]，ipn.gov.pl; 2014年12月4日访问。
19. 1 2   （页面存档备份，存于） ，radiosvoboda.org; 2014年12月4日访问。
20. ↑   （页面存档备份，存于）, wiadomosci.gazeta.pl; accessed 4 December 2014. （波兰語）
21. ↑  .   [28 December 2016]. （原始内容存档于2020-07-26）.